# Operazione Argument
L'operazione Argument è stata un'offensiva aerea intrapresa dalla RAF e dall'USAAF dal 20 al 25 febbraio 1944, per questo chiamata anche Big Week (grande settimana). L'obiettivo erano le diciassette maggiori fabbriche aeronautiche e i venti principali aeroporti della Germania. Lo sforzo maggiore fu sostenuto dalla United States Strategic Air Forces che si avvalse anche della scorta dei caccia del Fighter Command britannico, ma alcune azioni notturne furono compiute pure dal Bomber Command.
Nonostante l'impegno profuso dalle forze aeree Alleate, l'industria di Adolf Hitler non subì il calo produttivo che avevano immaginato i comandanti attaccanti.

## Riassunto degli eventi
Le basi dell'operazione Argument vennero gettate dal Supreme Headquarters Allied Expeditionary Force (Quartier generale supremo delle forze di spedizione Alleate - SHAEF) in accordo col governo di Washington, i quali, nel febbraio 1944, ordinarono all'USAAF di colpire pesantemente l'industria aeronautica e dei cuscinetti a sfera della Germania. Nella grande offensiva vennero coinvolte la Eight Air Force (8 AF) e la Fifteenth Air Force (15 AF) degli Stati Uniti e la Royal Air Force britannica, molto attiva con la Second Tactical Air Force, il Fighter Command e, in misura minore, col Bomber Command.
Il via all'operazione Argument arrivò nella notte dal 19 al 20 febbraio 1944 quando il Bomber Command di Arthur Harris bombardò Lipsia radendo al suolo, sommando due incursioni precedenti, il 20% delle superfici abitate. Nella mattina del 20 la 8 AF mobilitò quasi tutti i velivoli a sua disposizione per colpire le fabbriche situate nella direttrice Braunschweig-Magdeburgo-Lipsia e altre zone (Tutow, Bernburg, Gotha, Oschersleben, Poznań, Berlino e Dresda). La notte seguente (20-21 febbraio) il Bomber Command volò su Stoccarda e nella giornata l'Ottava tornò su Braunschweig, Bernburg e Hallenstadt. Il 22 e il 23 febbraio l'Ottava forza aerea ridusse le missioni lasciando il posto alla 15 AF che, da Foggia, piombò sulla Messerschmitt di Ratisbona e sulla Steyr austriaca. Il 24 la 15 AF tornò nuovamente sulla Steyr e l'Ottava attaccò Schweinfurt (senza successo), Gotha, Tutow, Kreising e Poznań. Nella notte tra il 24 e il 25 febbraio fu la volta, non per volere di Harris ma per quello dello stato maggiore della RAF, ancora di Schweinfurt. Harris era contrario alla missione perché la città della Baviera era di piccole dimensioni e quindi difficilmente individuabile, di notte, dagli equipaggi, come dimostrò infatti il fatto che solo 21 bombardieri su 734 riconobbero l'obiettivo. Ad ogni modo, nell'ultimo giorno dell'operazione Argument (25 febbraio), circa 2.000 aerei dell'Ottava e Quindicesima forza aerea USAAF diressero verso la Germania: l'unico obiettivo attaccato da entrambe le grandi unità militari furono le fabbriche Messerschmitt di Ratisbona, gravemente danneggiate, mentre la Quindicesima venne ostacolata dalla caccia tedesca.
La "Big Week" scaricò sulla Germania 16.500 tonnellate di bombe ma l'industria aeronautica del Reich non venne sconvolta come sperato dai comandi Alleati.

## Cronologia
| Data (febbraio 1944) | Forza attaccante | Note |
| -------------------- | ---------------- | --- |
| 19-20                | BC               | 921 sortite, 79 aerei persi (8,6%). Il raid maggiore, a cui parteciparono 823 velivoli, ebbe come obiettivo Lipsia; (i B-17 dell'VIII Bomber Command in precedenza avevano colpito, lo stesso giorno, l'aeroporto di Mockau). 24 de Havilland Mosquito bombardarono aeroporti nei Paesi Bassi e altri sette compirono un volo diversivo su Monaco di Baviera |
| 20                   | 8 AF             | Missione 226: l'Eight Air Force (8 AF) inizia la "Big Week" attaccando fabbriche aeronautiche ed aeroporti tedeschi. Vengono mobilitati per la prima volta più di 1.000 bombardieri; 4 caccia e 21 bombardieri le perdite: 1. 417 B-17 inviati sull'aeroporto di Lipsia-Mockau e sugli impianti industriali di Heiterblick e Abnaundorf; 239 scaricano le loro bombe su questi tre centri, 37 su Bernburg (fabbriche Junkers), 44 su Oschersleben (fabbriche AGO Flugzeugwerke) e 20 su altri obiettivi fortuiti; sette B-17 precipitati e 162 danneggiati. 2. 314 B-17 inviati sull'aeroporto di Tutow su cui sganciarono le bombe 105 aerei, 76 colpirono Rostock (fabbriche Heinkel) e 115 altri obiettivi di fortuna; 6 B-17 abbattuti e altri 38 danneggiati. 3. 272 B-24 spediti sulle fabbriche aeronautiche di Braunschweig, Wilhelmtor e Neupetritor; 76 colpirono gli obiettivi primari, 87 Gotha, 13 Oschersleben, 58 Helmstedt e 10 obiettivi di fortuna; 8 B-24 caduti e altri 40 danneggiati. Le missioni 1 e 3 vennero scortate da un totale di 94 P-38 Lightning, 668 P-47 Thunderbolt e 73 P-51 Mustang; persi un P-38, due P-47 e un P-51. La Luftwaffe ebbe in totale 74 aerei abbattuti e altri 29 danneggiati. |
| 20                   | 8 AF             | Missione 227: lancio da parte dei B-17 di volantini propagandistici su Tours, Nantes, Brest e Lorient, senza perdite. |
| 20                   | 9 AF             | 35 B-26 Marauder bombardano l'aeroporto di Haamstede in conseguenza dell'annullamento del bombardamento di altri aeroporti per motivi meteorologici. |
| 20/21                | BC               | 826 sortite, 10 aerei persi. Il raid maggiore, effettuato da 598 aerei, ebbe luogo su Stoccarda. |
| 21                   | 8 AF             | Missione 228: bombardate tre aree tedesche con la perdita di 16 bombardieri e 5 caccia: 1. 336 B-17 inviati sugli aeroporti di Gütersloh, Lippstadt e Werl; a causa di una fitta coltre di nubi, 285 aerei sbagliarono obiettivo colpendo gli aeroporti di Achmer, Hopsten, Rheine, Diepholz, Quakenbrück e Bramsche, oltre alle zone adiacenti Coevorden e Lingen; abbattuti 8 B-17 e altri 66 danneggiati. 2. 281 B-17 inviati sugli aeroporti di Diepholz e Braunschweig, colpiti da 175 velivoli, altri 88 sganciarono le bombe sugli aeroporti di Ahlhorn e Hannover; 5 B-17 abbattuti e 39 danneggiati. 3. 244 B-24 decollati per colpire gli aeroporti di Achmer e Handorf; 11 velivoli colpirono il primo obiettivo, 203 Diepholz, Verden, Hesepe e Lingen; 3 B-24 precipitati e 7 danneggiati. Missione 229: lancio di volantini propagandistici su Rouen, Caen, Parigi e Amiens, senza perdite. |
| 21                   | 9 AF             | 18 B-26 bombardano l'aeroporto di Koksijde con l'aiuto dello squadrone di Pathfinder della Ninth Air Force, una speciale unità nata per designare gli obiettivi alla forza principale di bombardieri. Il maltempo causò numerosi rinvii e annullamenti di missioni. |
| 21/22                | BC               | 17 Mosquito in missione su Duisburg, Stoccarda e su due siti di lancio delle bombe volanti. In totale, nella notte, vennero compiute 69 sortite, con un aereo perso. |
| 22                   | 8 AF             | L'VIII Bomber Command viene rinominato Eighth Air Force assieme all'VIII Fighter Command. |
| 22                   | 8 AF             | Missione 230: l'operazione Argument continua con 799 bombardieri inviati sopra gli aeroporti della Luftwaffe; 41 bombardieri e 11 caccia persi: 1. 289 B-17 distaccati sulle industrie aeronautiche di Aschersleben, Bernburg e Halberstadt in concomitanza con un raid della 15 AF su Ratisbona; altri centri colpiti furono Bünde, Wernigerode, Magdeburgo, Marburgo e altri obiettivi di fortuna; 38 B-17 persi e 145 danneggiati. 2. 333 B-17 inviati su Schweinfurt ma, a causa del cattivo tempo, la missione venne annullata mentre era in corso. 3. 177 B-24 decollati dalle loro basi ma richiamati indietro sempre a causa del maltempo; vennero comunque colpiti i centri olandesi di Enschede, Arnhem, Nimega e Deventer; 3 B-24 persi e altri 3 danneggiati. Queste missioni vennero scortati da 67 P-38 (7 danneggiati), 535 P-47 (8 persi e 12 danneggiati) e 57 P-51 (3 persi e 3 danneggiati). |
| 22                   | 9 AF             | 66 B-26 bombardarono l'aeroporto di Gilze en Rijen. |
| 22                   | 15 AF            | I B-17 attaccarono Petershausen e le fabbriche aeronautiche di Ratisbona, oltre ai depositi di Zagabria; un consistente gruppo di B-24 sganciò le bombe su Ratisbona quasi contemporaneamente ai B-17, mentre altri B-24 segnarono Sebenico e il porto di Zara; 13 bombardieri persi. |
| 22/23                | BC               | 10 Mosquito su Stoccarda, 8 su Duisburg e 3 su Aquisgrana, più altre sortite per un totale di 134; nessun aereo perso. |
| 23                   | 8 AF             | Missione 232: lancio di volantini su Rennes, Le Mans, Chartres, Lilla e Orléans senza perdite. |
| 23                   | 15 AF            | Bombardamento delle fabbriche Steyr effettuato dai B-24. |
| 23/24                | BC               | 17 Mosquito su Düsseldorf, con altre sortite per un totale di 22, nessuna perdita. |
| 24                   | 8 AC             | Missioni 237, 238 e 239: voli su obiettivi francesi, 7 bombardieri persi; alto numero di ritiri a causa del maltempo. |
| 24                   | 8 AF             | Missione 237: B-24 colpirono i siti delle bombe volanti di Buchy; un bombardiere danneggiato; scorta fornita da 61 P-47. |
| 24                   | 8 AF             | Missione 238: 258 B-17 distaccati sui siti delle V1 del Passo di Calais; 109 velivoli colpirono l'obiettivo primario, 10 una strada di Yerville, 7 una ferrovia a sud-ovest di Abbeville e 6 altri obiettivi di fortuna; 7 bombardieri persi e 75 danneggiati; scorta fornita da 81 P-38 (1 danneggiato), 94 P-47 e 22 P-51. |
| 24                   | 8 AF             | Missione 239: lancio di volantini propagandistici su Amiens, Rennes, Parigi, Rouen e Le Mans senza perdite. |
| 24                   | 9 AF             | Attacco di 180 B-26 sui siti delle bombe volanti e su Rosières-en-Santerre. |
| 24/25                | BC               | Nella notte vennero effettuate 1.070 sortite con un totale di 36 aerei persi. Il raid maggiore, eseguito da 734 aerei, ebbe luogo sulle fabbriche di cuscinetti a sfera di Schweinfurt, bombardate il giorno prima dai B-17 USAAF. In aggiunta, 15 Mosquito colpitono alcuni aeroporti nei Paesi Bassi, Kiel e Aquisgrana. |
| 25                   | 8 AF             | Missione 235: 4 obiettivi volpiti, 31 bombardieri e 3 caccia persi: 1. 268 B-17 distaccati sulle fabbriche aeronautiche di Augusta e Stoccarda; 196 velivoli colpirono la prima città e obiettivi di fortuna e 50 Stoccarda; 13 B-17 persi e 172 danneggiati. 2. 267 su 290 B-17 colpirono le fabbriche aeronautiche di Ratisbona e obiettivi di fortuna; 12 bombardieri persi e 83 danneggiati. 3. 172 su 196 B-24 colpirono le fabbriche aeronautiche di Fürth e obiettivi di fortuna; 6 bombardieri abbattuti e 46 danneggiati. Scorta fornita da 73 P-38 (1 danneggiato), 687 P-47 (1 abbattuto e 6 danneggiati) e 139 P-51 (2 abbattuti e 1 danneggiato). Missione 236: lancio di volantini propagandistici su Grenoble, Tolosa, Chartres, Caen e Raismes senza perdite. |
| 25                   | 9 AF             | 191 B-26 bombardarono, in un raid di diversione mattutino, Venlo, Sint-Truiden e l'aeroporto di Épinoy a supporto delle incursioni dei bombardieri pesanti sulla Germania. Nel pomeriggio invio di 164 B-26 sulla Francia ma il maltempo li costrinse a rientrare. |
| 25                   | 9 AF             | Attacchi coordinati con la 8 AF sulle fabbriche aeronautiche di Ratisbona, sui depositi di Klagenfurt e Pola. I B-24 attaccarono Fiume, Zell am See, l'aeroporto di Graz e il porto di Zara; più di 30 bombardieri persi. |